# لی نوریس
لی نوریس (انگلیسی: Lee Michael Norris؛ زادهٔ ۲۵ سپتامبر ۱۹۸۱) یک هنرپیشه اهل ایالات متحده آمریکا است.

## گزیده فیلمشناسی
از فیلم‌ها یا برنامه‌های تلویزیونی که وی در آن نقش داشته‌است می‌توان به آثار زیر اشاره کرد.
- زودیاک (فیلم) (۲۰۰۷)
- دختر گم‌شده (فیلم) (۲۰۱۴)
- سگ تازی (فیلم) (۲۰۱۹)
- مردگان متحرک (مجموعه تلویزیونی) (۲۰۱۷)